# Plagiognathus albus
Plagiognathus albus är en insektsart som beskrevs av Reuter 1894. Plagiognathus albus ingår i släktet Plagiognathus och familjen ängsskinnbaggar. Inga underarter finns listade i Catalogue of Life.